# Letingi
Els Letingi foren una dinastia de set reis que van regnar sobre els longobards des de mitjan segle V fins a gairebé l'any 547.

## Els membres de la dinastia
Els set sobirans foren:
- Leti o Lethu, (segle v, va regnar 40 anys)[2]
- Hildeoc, (segona meitat del segle V)[2]
- Gudeoc, (segona meitat del segle V)[2]
- Claffó, (finals del segle V)[3]
- Tató, (500 - 510)[3]
- Waccho, (510 - 540)[4]
- Waltari, (540 - 547)[4]

## Origen i importància històrica
Aquesta dinastia pren el seu nom del seu fundador, el cabdill Leti, que fou el primer a assolir la categoria reial entre els longobards. Anteriorment a la seva constitució com a sobirà reial, els longobards seguien una tradició molt estesa entre les tribus germàniques i els gots, de ser escollits per una assemblea formada pels guerrers. La transmissió del tron de Leti al seu fill Ildeoc va representar un pas decisiu cap a l'estabilització i la institucionalització de la monarquia longobarda.
Sota els Letingi es va complir la recta final de la gran migració que, entre el començament de l'era cristiana i la primera meitat del segle vi, havien iniciat els llombards des de la seva pàtria ancestral (sud d'Escandinàvia), Europa central, i rodalia del curs mitjà del Danubi, fins a establir-se al nord de la península Itàlica. L'etapa final d'aquest procés, liderat pels governants Tato i Waccho, va coincidir amb un augment decisiu del poder dels llombards, que es van convertir en una potència europea en condicions d'igualtat amb els francs, gots i romans d'Orient.
Els Letingi van establir la successió de pare a fill, però el poble longobard va tolerar les usurpacions: amb la de l'any 510 Waccho va succeir al seu oncle Tato, mentre que el nom de la família continuava lligat al tron; però amb la de l'any 547 va pujar un membre de la família dels Gausi, Audoino. El canvi de dinastia no va passar a través d'un regicidi (sembla que el darrer dels Letingi, Waltari, va morir jove i per causes naturals), sinó per una mena de traspàs de poder cap al qui havia exercit el govern durant la minoria d'edat.
L'entronització d'Audoino entrava en conflicte amb els drets successoris d'altres membres de la família Letingi encara vius, però no va impedir al nou sobirà imposar una nova dinastia. El carisma dels Letingi, va arrelar fort entre els longobards i van tornar a regnar quan el poble va estar ja plenament establert en terres itàliques. La reina Teodolinda, que el 589 es va casar amb el rei Autari, era filla del duc de Baviera Garibald i de Waldrada, filla del rei Waccho. Per tant, la branca bàvara originada pel germà de Teodolinda (Gundoaldo, duc d'Asti) que va regnar durant bona part del segle vii, estaven emparentats per línia materna amb els Letingi.